# Peter Kopteff
Peter Kopteff (ur. 10 kwietnia 1979 w Helsinkach) – fiński piłkarz występujący na pozycji pomocnika.

## Życiorys
Jest wychowankiem norweskiego Vikinga FK. W 1998 roku był wypożyczony do Jazz Pori, a w 1999 przeszedł do innej fińskiej drużyny – HJK Helsinki. Po dwóch sezonach powrócił do swojej pierwszej drużyny – Vikinga. W 2005 roku podpisał kontrakt z angielskim Stoke City. W latach 2006–2008 grał w holenderskim FC Utrecht. W 2008 roku odszedł do norweskiego Aalesunds FK.
W latach 2002–2006 zagrał w 39 meczach reprezentacji Finlandii.
Kopteff posiada również węgierskie obywatelstwo.